# Обен (Аверон)
Обен (фр. Aubin) насеље је и општина у јужној Француској у региону Миди Пирене, у департману Аверон која припада префектури Вилфранш де Руерг.
По подацима из 2011. године у општини је живело 3954 становника, а густина насељености је износила 145,21 становника/km². Општина се простире на површини од 27,23 km². Налази се на средњој надморској висини од 342 метара (максималној 500 m, а минималној 211 m).

## Демографија
| 1962. | 1968. | 1975. | 1982. | 1990. | 1999. | 2011. |
| ----- | ----- | ----- | ----- | ----- | ----- | ----- |
| 5.449 | 6.635 | 6.283 | 5.782 | 4.846 | 4.360 | 3.954 |

График промене броја становника у току последњих година